# Акопян, Рафаэль Арамович
Рафаэль (Мамикон) Арамович Акопян (21 октября 1929 — 24 июня 2015, Москва, Российская Федерация) — советский и российский цирковой артист, акробат и клоун, Заслуженный артист Российской Федерации (1994), Заслуженный артист Армянской ССР (1967).

## Биография
В 1962 г. окончил ГЦОЛИФК в Москве (1962). В цирке с 1952 г. — эквилибрист на шестах (верхний) в группе под руководством Рафаэля Манукяна, который и пригласил его работать в цирк. Затем перешел в номер под руководством Юрия Половнева, где проработал 10 лет. На I Международном конкурсе артистов цирка в Варшаве в 1956 г. участники труппы Половнева были удостоены золотых медалей и званий лауреатов. Выступал на V Всемирном фестивале молодёжи и студентов в Варшаве (1955), участвовал в гастролях за рубежом (Польша, ГДР, Греция, Югославия, Бельгия, Люксембург, Бразилия, Уругвай, ФРГ, Чехословакия и Венгрия). Золотые медали и звания лауреата был удостоен на VI Всемирном фестивале молодежи и студентов в Москве (1957), номер группы Половнева считался одним из лучших номеров эквилибристов с перцами.
С 1971 г. выступал как клоун-мим, в репертуаре преобладали пародийные интермедии.
Долгие годы работал в паре с братом Меружаном Арменаковичем (1936—1980). Цирковую династию продолжили две его дочери — джигитки и эквилибристки Анаида и Аделина.

## Награды и звания
- Медаль «За трудовое отличие» (14 февраля 1980 года) — за заслуги в развитии советского циркового искусства[1][2].
- Заслуженный артист Российской Федерации (1994).
- Заслуженный артист  Армянской ССР (1967).